# György Gedó
György Gedó est un boxeur hongrois né le 23 avril 1949 à Budapest.

## Carrière
Champion d'Europe de boxe amateur des poids mi-mouches à Bucarest en 1969 et à Madrid en 1971 puis médaillé de bronze à Katowice en 1975, il devient champion olympique de la catégorie aux Jeux de Munich en 1972 après sa victoire en finale contre le Nord coréen Kim U-Gil.

## Parcours auxJeux olympiques
Jeux olympiques d'été de 1972 à Munich (poids mi-mouches) :
- Bat Sripirom Surapong (Thaïlande) par arrêt de l'arbitre au 3e round
- Bat Dennis Talbot (Australie) 5-0
- Bat Vladimir Ivanov (URSS) 3-2
- Bat Ralph Evans (Grande-Bretagne) 5-0
- Bat Kim U-Gil (Corée du Nord) 5-0